# Skopas av Aitolien
Skopas av Aitolien var en ptolemaisk general som stred för Ptolemaios V under det femte syriska kriget. År 198 f.Kr. förlorade han slaget vid Paneion mot seleukiderkungen Antiochos III.